# Hydroxybenzotriazol
Hydroxybenzotriazol (systematický název: benzotriazol-1-ol, zkráceně HOBt) je organická sloučenina, derivát benzotriazolu. Jde o bílý prášek, který se obvykle prodává jako hydrát, obsahující asi 11,7 hmotnostních procent vody. Bezvodý HOBt je výbušný.
Používá se k omezení racemizace chirálních sloučenin a k usnadnění syntézy peptidů.

## Použití
Při umělé syntéze peptidů se provádí reakce aminové skupiny chráněné aminokyseliny s aktivním esterem. K přípravě aktivních esterů se používá HOBt. Tyto estery jsou nerozpustné (podobně jako estery N-hydroxysukcinimidu) a již za pokojové teploty reagují s aminy za tvorby amidů.
HOBt se také používá při přípravě amidů z karboxylových kyselin, které nemají aminovou skupinu, jelikož některé takové substráty nelze převést na acylhalogenidy. Příkladem takto získávaných látek jsou amidové deriváty ionoforních antibiotik.